# Casa Lafont
El  Casa Lafont es un edificio ubicado en la Calle de Miguel Acosta, de Melilla la Vieja en la ciudad española de Melilla, y que forma parte del Conjunto Histórico Artístico de la Ciudad de Melilla, un Bien de Interés Cultural.

## Historia
Fue construido en el siglo XVIII cómo palacete de la Familia Lafont pasando por diversas manos hasta su abandono actual.

## Descripción
El edificio está edificado en piedra, paredes, ladrillo macizo, arcos y bóvedas, y madera, vigas y planchas para los techos, además de tejas.

### Exterior
Se compone de fachadas simples, con ventanas adinteladas, con amplías rejerías en la planta principal y una puerta de entrada en sillería adintelada.

### Interior
Tras la entrada se dispone un zaguán que lleva al patio, en el que se encuentra la escalera princiopal con una cúpula con frescos de alegorías de las Cuatro Estaciones. Alrededor del patio se sitúan las salas y habitaciones.